# Nobru
Bruno Goes Dos Santos (San Pablo, 20 de enero de 2001), más conocido como Nobru, es un streamer, Influencer digital, jugador profesional de Free Fire y empresario brasileño. Es copropietario de Fluxo, una organización de deportes electrónicos entretenimiento brasileño y ganador de la FFWS 2024. Nobru es embajador de grandes marcas como TikTok, Casas Bahia, iFood, Razer y Lacoste. También es uno de los streamers/youtubers más grandes de Free Fire en Brasil.

## Biografía
Hijo de padres separados y con tres hermanos, Bruno nació el 20 de enero de 2001 en la ciudad de Sao Paulo y siempre soñó con ser jugador de fútbol, pero invirtió en otra área: los juegos como Free Fire.
Su pasión por los deportes electrónicos llegó cuando empezó a jugar Free Fire - en ese momento, en el teléfono celular de su padre, Jeferson. Su padre, desempleado y necesitando el aparato para entregar currículos, no aceptó bien la decisión de su hijo, pero Bruno no paró y, a los 18 años, tomó el juego en serio en Brasil.
En 2019, fue declarado el mejor jugador de Free Fire Mundial, desarrollado por la empresa Garena Free Fire en 2017. El juego le proporcionó la realización del sueño de representar al equipo de fútbol brasileño, Corinthians.[Carla de fuentes?]
Hoy, el streamer tiene su propia empresa, recibe una alta facturación y tiene tres mansiones, siendo conocido como "Neymar de los juegos", debido al éxito alcanzado en los esports en campeonatos de Free Fire.
En 2021, Nobru apareció en la lista Under 30 la revista estadounidense Forbes, al lado de los youtubers Flakes poder y Lucas Hang titulado 'Los mejores jugadores del mundo de los juegos'.
Actualmente, Bruno es creador y líder de la organización de deportes electrónicos Fluxo.

## Títulos (Free Fire)
Corinthians
- Free Fire Pro League Brasil 2019 S3[10]
- Serie Mundial Free Fire 2019[11]
- MVP de la Serie Mundial Free Fire 2019[12]

Flujo
- Liga Brasileña de Free Fire (LBFF) 4[13]

## Premios y nominaciones
| Año  | Organización           | Categoría                              | Resultado | Ref.   |
| ---- | ---------------------- | -------------------------------------- | --------- | ------ |
| 2019 | Premio eSports Brasil  | Mejor Atleta                           | Venezuela | [ 14 ] |
| 2019 | Premio eSports Brasil  | Mejor Atleta de Free Fire              | Venezuela | [ 14 ] |
| 2019 | Premio eSports Brasil  | Crack de Galera                        | Venezuela | [ 14 ] |
| 2020 | premios eSports        | Mejor jugador de eSports Móvil del año |           | [ 15 ] |
| 2020 | Premio Joven Brasileño | Jugador del año                        | Venezuela | [ 16 ] |
| 2021 | Premio eSports Brasil  | Crack de Galera                        | Venezuela | [ 17 ] |